# Los perros de la guerra (película)
The Dogs of War es una película británica de 1980 basada en la novela Los perros de la guerra de Frederick Forsyth. Fue dirigida por John Irvin y protagonizada por Christopher Walken y Tom Berenger interpretando a integrantes de una unidad de soldados mercenarios contratados para eliminar al presidente Kimba, el líder de la "República de Zangaro", un país ficticio ubicado en África modelado a partir de Guinea Ecuatorial. Las escenas ambientadas de Zangaro fueron filmadas en Belice.
El título, The Dogs of War (Los perros de la guerra), es una frase de la obra Julio César (1599), donde se utiliza la línea "Cry, 'Havoc!', and let slip the dogs of war" traducida como "Grita: '¡Devastación!' y suelta los perros de la guerra".

## Argumento
Jamie Shannon (Walken) es un militar, un mercenario que puede organizar un golpe o una revolución por el precio justo. Es contratado por un grupo de empresarios británicos de la minería para investigar Zangaro, un pequeño país africano rico en depósitos minerales pero con un gobierno inestable y poco colaborador. Arrestado poco después de su llegada, Shannon es encarcelado como espía y torturado. Durante ese tiempo, conoce a uno de los intelectuales líderes del país, el Dr. Okoye, también encerrado por el régimen actual. Después de ser liberado, regresa a los Estados Unidos y se le ofrece la oportunidad de volver a Zangaro para liderar un golpe militar. Shannon acepta, pero tiene otros asuntos que llevar a cabo.

## Reparto
- Christopher Walken - Jamie Shannon
- Tom Berenger - Drew Blakeley
- Colin Blakely - Alan North
- Hugh Millais - Roy Endean
- Paul Freeman - Derek Godwin
- Jean-Francois Stevenin - Michel Claude
- JoBeth Williams - Jessie Shannon
- Robert Urquhart - Capt. Lockhart
- Winston Ntshona - Dr. Okoye
- George Harris - Coronel Sekou Bobi
- Alan Beckwith - El mercenario
- Eddie Tagoe - Jinja
- Ed O'Neill - Terry
- Harlan Cary Poe - Richard
- Olu Jacobs - Aduanero
- Diana Bracho - Monja